# Stephanie Baumann

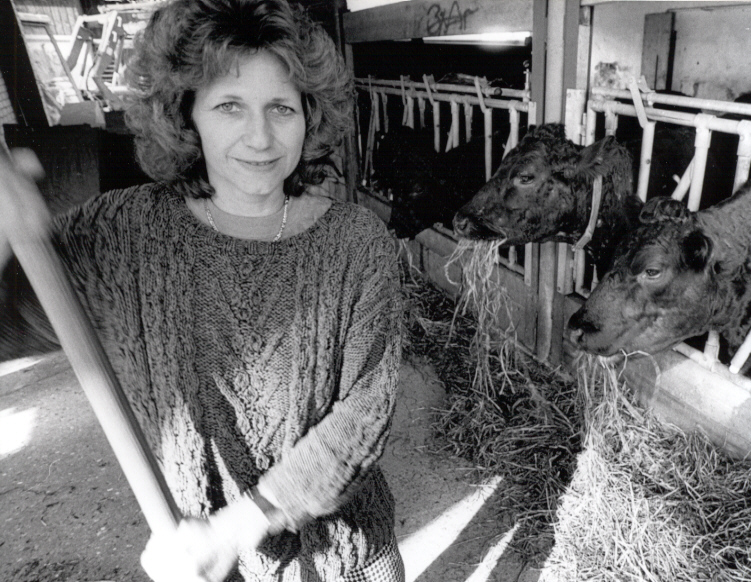
Stephanie Baumann (1995)

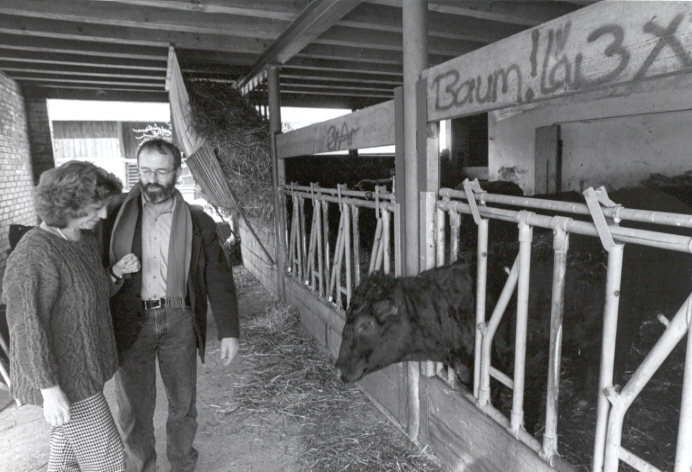
Stephanie und Ruedi Baumann im Stall

Stephanie Baumann (* 5. November 1951 in Bern; heimatberechtigt in Wileroltigen) ist eine ehemalige Schweizer Politikerin (SP) und inzwischen schweizerisch-französische Doppelbürgerin.

## Leben
Stephanie Baumann besuchte die Handelsmittelschule und später die Kunstgewerbeschule in Bern. Sie ist verheiratet mit Ruedi Baumann, ebenfalls ehemaliger Schweizer Politiker und Mitglied der Grünen. 1975 übernahmen sie den Bauernbetrieb Inselmatt in Suberg und 1979 und 1980 wurden die beiden Söhne Simon und Kilian geboren.
Da das Ehepaar in der Schweiz keine Möglichkeit sah, einen geeigneten Landwirtschaftsbetrieb kaufen zu können, wanderte es nach Traversères in Frankreich aus. Im Dokumentarfilm «Wir Erben» von Sohn Simon Baumann wird das Leben auf diesem 70 Hektar grossen Betriebs gezeigt und das Erben dieses Hofs thematisiert.
Bereits bei der Auswanderung hatten die Eltern den Betrieb in Suberg, Sohn Kilian übergeben. Die zum Familienbesitz gehörende alte Öle Suberg ging an Sohn Simon.

## Politik
1986 wurde Baumann für die Sozialdemokratische Partei in den Grossen Rat des Kantons Bern gewählt und 1994 rückte sie auf einen frei gewordenen Sitz in den Nationalrat nach. Bei den Parlamentswahlen 1995 und 1999 wurde Baumann wiedergewählt. Sie war von 1995 bis 2003 Mitglied der Kommission für soziale Sicherheit und Gesundheit und der Geschäftsprüfungskommission. Neben ihrem Amt als Nationalrätin war Baumann Verwaltungsratspräsidentin des Berner Inselspitals.
2001 wanderten Stephanie und Ruedi Baumann nach Frankreich aus, behielten dabei die Nationalratsmandate noch bis zum Ende der Legislatur 2003.